# 나는 다른 언어로 꿈을 꾼다
《나는 다른 언어로 꿈을 꾼다》(Sueno en otro idioma, I Dream in Another Language)는 멕시코에서 제작된 에르네스토 콘트레라스 감독의 2017년 드라마 영화이다. 페르난도 알바레스 레베일 등이 주연으로 출연하였고 모니카 로자노 세라노 등이 제작에 참여하였다. 2017년 선댄스 영화제의 World Cinema Dramatic Competition 부문에서 상영되었다.

## 출연

### 주연
- 페르난도 알바레스 레베일
- 호세 마누엘 폰셀리스
- 엘리지오 메렌데즈
- 파티마 몰리나

### 조연
- 후안 파블로 드 산티아고
- 노마 엔젤리카
- 헥터 지메네즈
- 후안 안토니오 르라니스

## 기타
- 미술: 바바라 엔리크